# Schlacht von Vuelta de Obligado

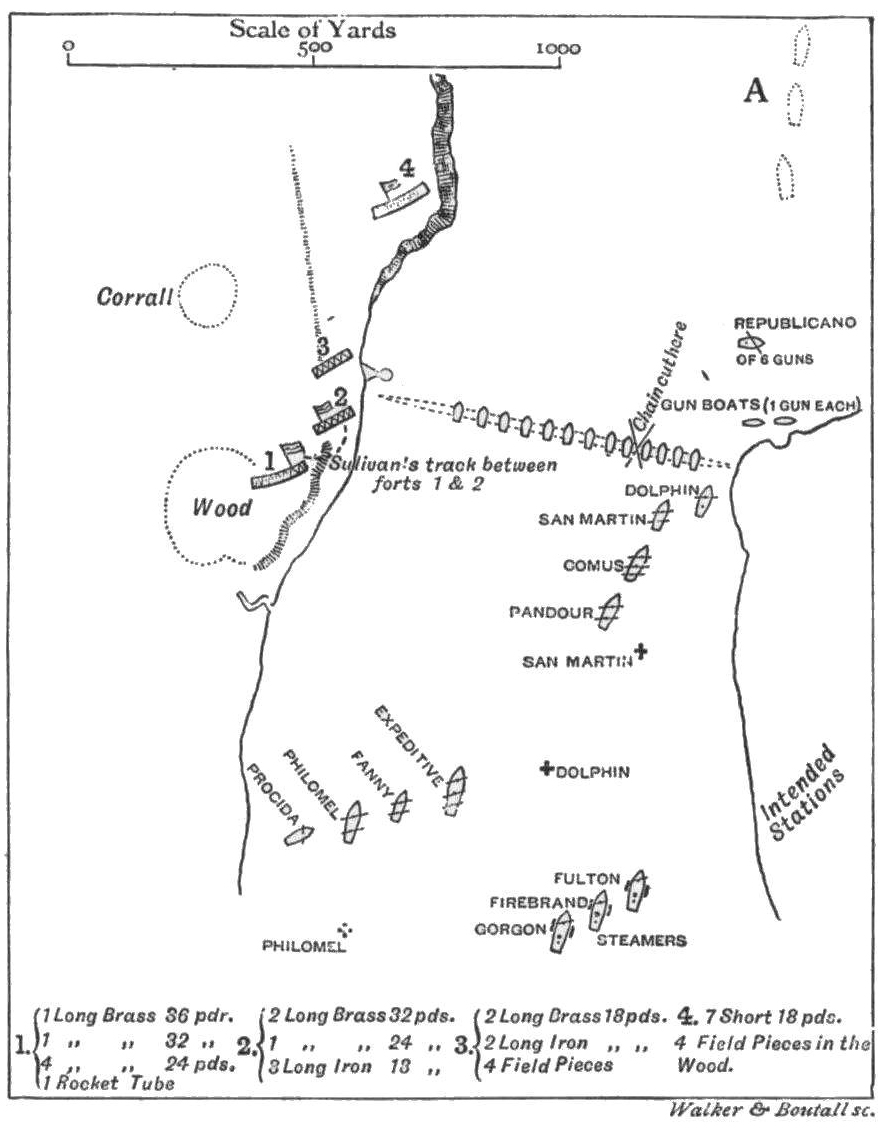

Die See-Schlacht von Vuelta de Obligado fand am 20. November 1845 auf dem Paraná-Fluss statt, zwischen der Argentinischen Konföderation unter dem Kommando von Juan Manuel de Rosas und einer gemeinsamen britisch-französischen Flotte. Die Auseinandersetzung war Teil der anglo-französischen Blockade des Río de la Plata. Obwohl die Angreifer die argentinische Marine-Verteidigung durchbrechen konnten und die Landverteidigung überrannten, bewies die Seeschlacht, dass ausländische Schiffe nur unter Gefahr in argentinische Gewässer eindringen können. Die Schlacht verstärkte auch die Unterstützung in Südamerika für Rosas und seine Regierung.
Das anglo-französische Geschwader, das in den ersten Novembertagen durch den Paraná-Fluss fuhr, bestand aus elf Kriegsschiffen; mindestens drei davon (die Fulton, die HMS Firebrand und die HMS Gorgon) waren Dampfschiffe.

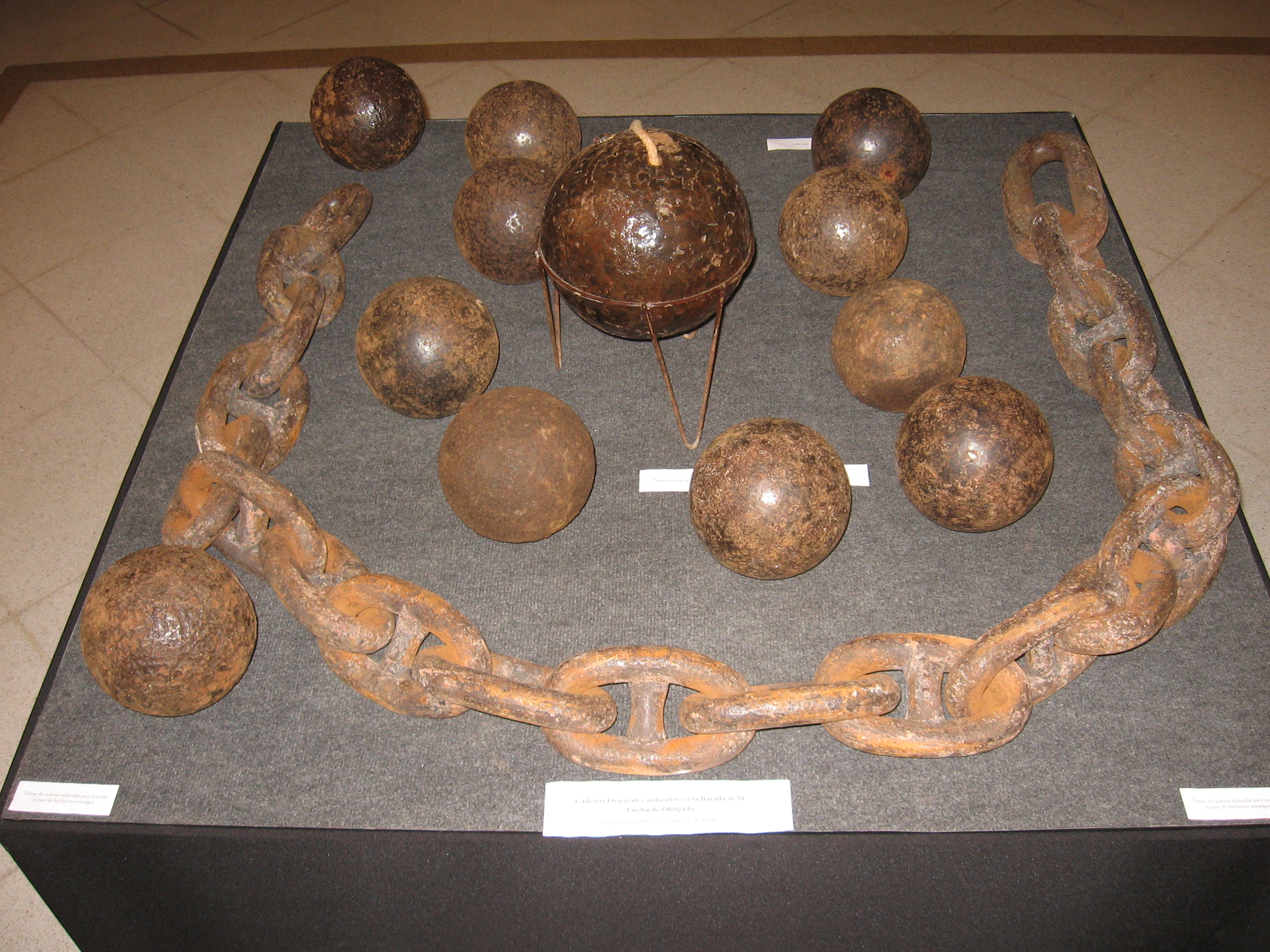
Ketten und Geschosse der argentinischen Kräfte

General Lucio N. Mansilla, Kommandeur der argentinische konföderierten Kräfte und Rosas’ Schwager, ließ drei dicke Ketten quer über den Fluss spannen, getragen von 24 Booten; Leiter der Operation war der italienische Einwanderer Filipo Alibertin. Nur drei davon gehörten der Marine, der Rest waren konfiszierte Schuten, deren Eigentümer entschädigt werden sollten.